# Verijärve
Verijärve (Duits: Neu-Kasseritz) is een plaats in de Estlandse gemeente Võru vald, provincie Võrumaa. De plaats heeft de status van dorp (Estisch: küla).

## Bevolking
De ontwikkeling van het aantal inwoners blijkt uit het volgende staatje:
| Jaar            | 2000 | 2011 | 2017 | 2019 | 2021 |
| --------------- | ---- | ---- | ---- | ---- | ---- |
| Aantal inwoners | 115  | 192  | 197  | 202  | 229  |

## Ligging
Verijärve ligt ten zuidoosten van de vlek Kose. Het meer Verijärv ligt voor het grootste deel op het grondgebied van het dorp. De oevers van het meer vormen een natuurpark onder de naam Verijärve maastikukaitseala.
Bij Verijärve komt de Tugimaantee 66, de secundaire weg van Võru naar Verijärve, uit op de Põhimaantee 2, de hoofdweg van Tallinn via Tartu naar de grens met Rusland.

## Geschiedenis
Op het eind van de 16e eeuw ontstond een landgoed Kazarycza of Kasseritz. In het midden van de 17e eeuw werd het landgoed gesplitst in Alt-Kasseritz en Neu-Kasseritz (Oud- en Nieuw-Kasseritz). In 1691 werden beide landgoederen kroondomein. Alt-Kasseritz werd in de jaren zeventig van de 20e eeuw het dorp Kasaritsa.
Neu-Kasseritz kan in het Estisch worden vertaald met Uue-Kasaritsa of Vastse-Kasaritsa. Toch waren dat twee afzonderlijke dorpen. Vastse-Kasaritsa kreeg in 1945 de nieuwe naam Verijärve. Tot in de jaren zeventig van de 20e eeuw bestonden Uue-Kasaritsa en Verijärve naast elkaar, toen fuseerden ze. Ook de buurdorpen Jaama, Meeldemäe en Räestkunnu werden erbij gevoegd.

## Foto's

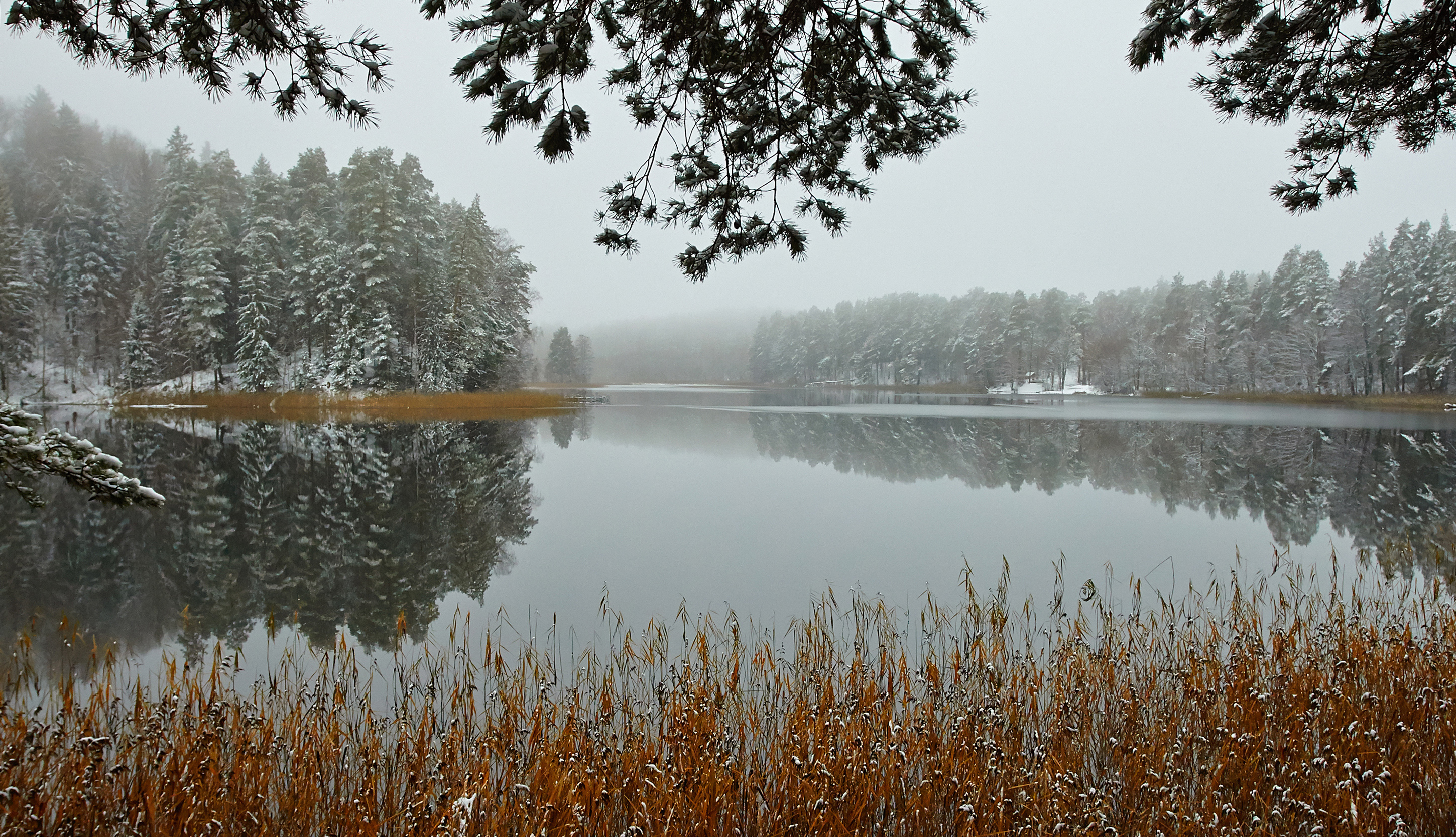
Het Verijärv in november 2009
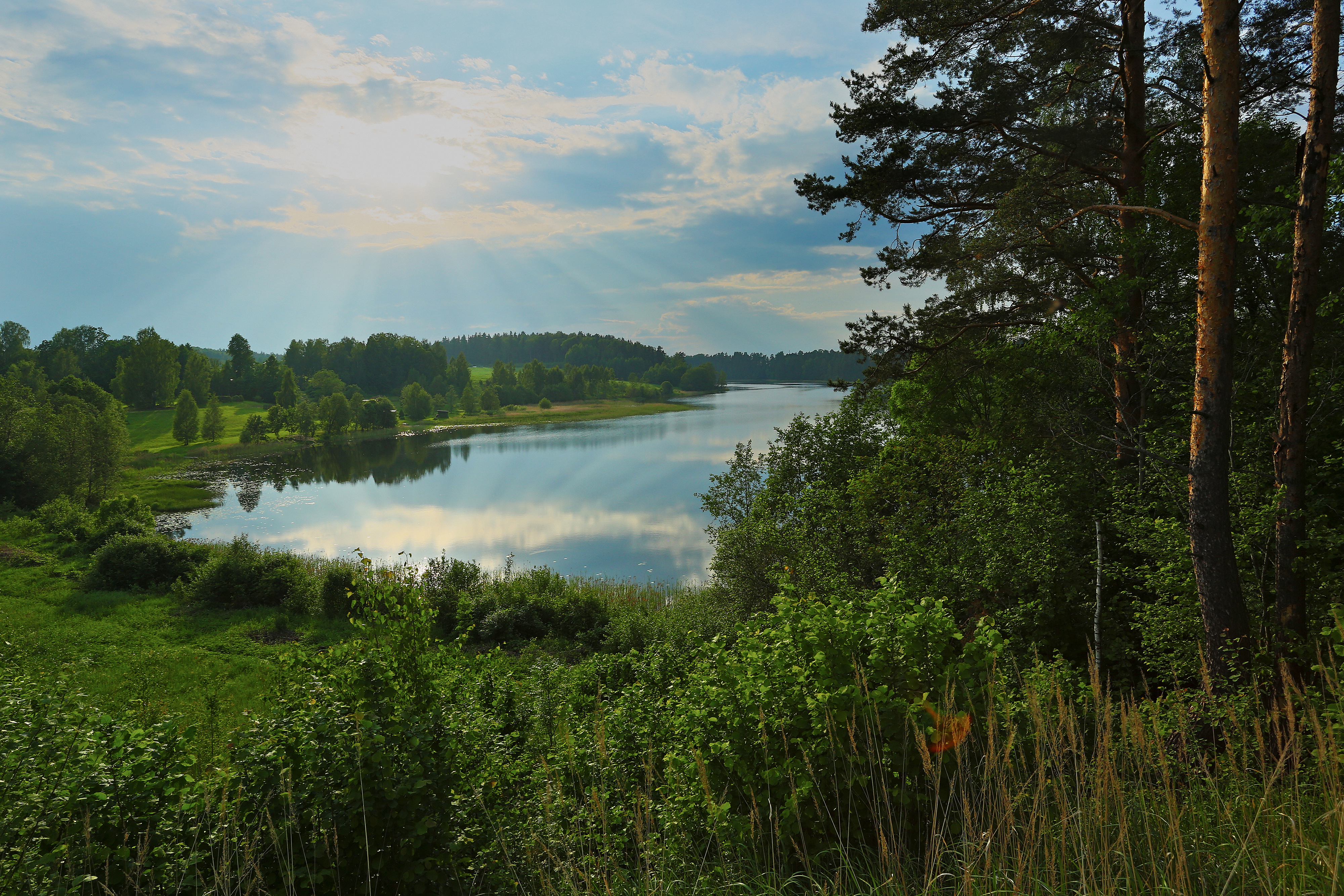
Het Verijärv in juni 2014
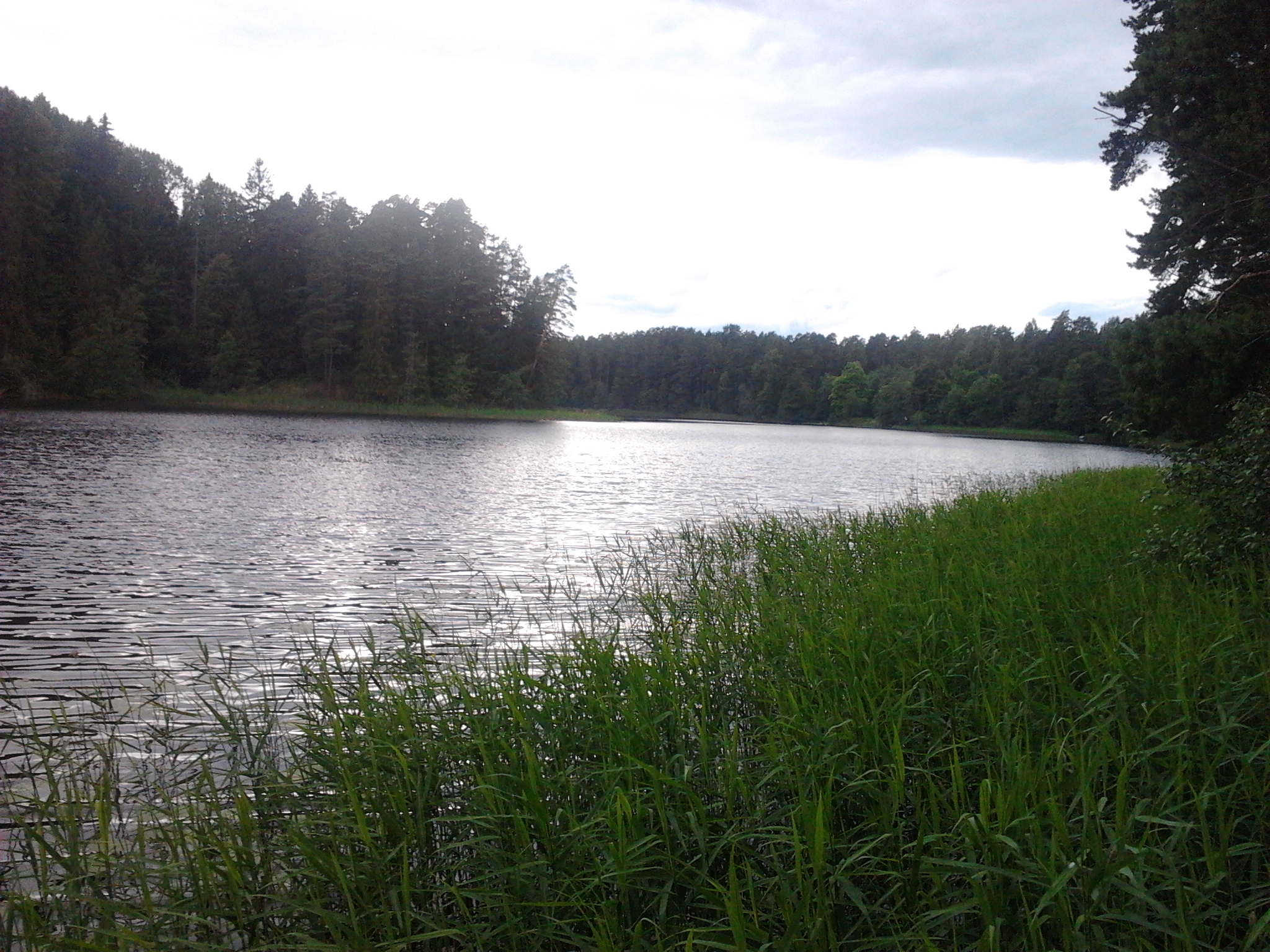
Het Verijärv in juli 2017